# Dibamus tiomanensis
Dibamus tiomanensis – gatunek jaszczurki z rodziny Dibamidae, opisany w 2004 roku przez Diaza i współpracowników. Nazwa gatunkowa pochodzi od nazwy wyspy Tioman, na której został odkryty. Jest endemitem, występuje tylko na Tioman i sąsiedniej wyspie Tulai (Malezja). Jej łuski mają brązowy kolor, pysk ma nieco jaśniejszy od reszty ciała. Długość ciała nieznacznie przekracza 10 centymetrów.
D. tiomanensis różni się od pozostałych przedstawicieli rodzaju Dibamus okrągłymi łuskami, które u dorosłych osobników są delikatnie karbowane z tyłu. Młode osobniki wyróżniają się płaskimi, okrągłymi łuskami grzbietowymi z kremowymi obwódkami. Liczba kręgów przedkrzyżowych wynosi 124, a ogonowych 23.